# (6503) 1994 CP
(6503) 1994 CP (1994 CP, 1949 WD1, 1992 SK23) — астероїд головного поясу, відкритий 4 лютого 1994 року.
Тіссеранів параметр щодо Юпітера — 3,304.